# Estación de Cête
La Estación Ferroviaria de Cête, también conocida como Estación de Cête, es una plataforma ferroviaria de la Línea del Duero, que sirve a la localidad de Cete, en el Distrito de Porto, en Portugal.

## Características

### Localización y accesos
Se encuentra en la localidad de Cete, con acceso por la calle António Pinto Lopes.

### Descripción física
En 2010, la estación poseía tres vías de circulación, con 409, 421 y 342 metros de longitud; las plataformas tenían 318 y 228 metros de extensión, y una altura de 70 centímetros.

### Servicios
Esta plataforma era utilizada, en agosto de 2010, por servicios urbanos de la División de Porto de la transportista Comboios de Portugal.

## Historia
Esta plataforma se encuentra en el tramo entre Ermesinde y Penafiel de la Línea del Duero, que abrió a la explotación en 1875.
En 1902, tenía la clasificación de estación, y era denominada como Cette.